# 蓝村站
蓝村站，位于中华人民共和国山东省青岛市即墨区蓝村镇，是胶济铁路、蓝烟铁路上的火车站，建于1901年，由中国铁路济南局集团青岛西车务段管辖。

## 历史
- 建于1901年。

## 車站周邊
- 蓝村农村信用合作社火车站分社
- 蓝村汽车站
- 中国电信蓝村营业厅
- 即墨市人民医院蓝村分院
- 即墨市第四人民医院
- 中国邮政储蓄银行蓝村支行
- 蓝村镇第一小学